# Tethea
Tethea is een geslacht van vlinders van de familie eenstaartjes (Drepanidae), uit de onderfamilie Thyatirinae.

## Soorten
- T. aenea (Wileman, 1911)
- T. albicosta (Moore, 1867)
- T. albicostata (Bremer, 1861)
- T. ampliata (Butler, 1878)
- T. brevis (Leech, 1900)
- T. caspica Ebert, 1976
- T. consimilis (Warren, 1912)
- T. fusca Werny, 1966
- T. intensa (Butler, 1881)
- T. japonica (Okano, 1952)
- T. lineofracta (Houlbert, 1921)
- T. oberthuri (Houlbert, 1921)
- T. ocularis

Peppel-orvlinder Hübner, 1786
- T. or

Orvlinder Denis & Schiffermüller, 1775
- T. osthelderi (Bytinski-Salz, 1937)
- T. pectinata (Houlbert, 1921)
- T. solena (Swinhoe, 1894)
- T. subampliata (Houlbert, 1921)
- T. tokotana (Bryk, 1942)
- T. trifolium (Alphéraky, 1895)